# Биасоно
Биасо̀но (на италиански: Biassono, на западноломбардски: Biasòn, Биазон) е град и община в Северна Италия, провинция Монца и Брианца, регион Ломбардия. Разположен е на 191 m надморска височина. Населението на общината е 12 017 души (към 2013 г.).
До 2004 г. общината е част от провинция Милано.